# Фероцен

Структурна формула фероцену

Фероце́н — один з найвідоміших представників металорганічних сполук (представник класу сандвічевих сполук). Номенклатурна назва: біс-η5-циклопентадієнферум(II) (η5-С5Н5)2Fe.

## Фізичні властивості

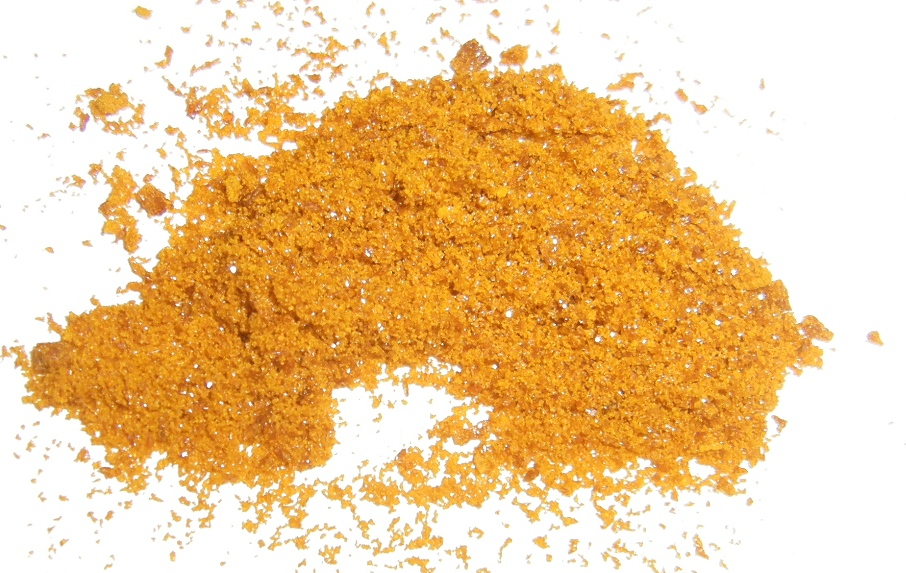
Кристали фероцену

Оранжеві кристали; температура плавлення 173 °C, температура кипіння 249 °C; густина речовини 1,49 г/см3 (25 °C); стійкий до 470 °C; переганяється при атмосферному тиску; розчинний в органічних розчинниках, не розчиняється у воді; стійкий до дії повітря, гарячої концентрованої хлоридної кислоти та розчинів лугів.

## Історія відкриття
Він був отриманий випадково в 1952 році Т. Кілі і П. Посоном. Автори мали намір отримати дициклопентадієніл C5H5-C5H5 при дії FeCl3 на циклопентадієнілмагнійбромід:
C5H5MgBr (реактив Гріньяра). Проте реакція пішла трохи інакше:
6C5H5MgBr + 2FeCl3=C5H5-C5H5 + 3MgCl2+3MgBr2+2(C5H5)2Fe.
У результаті утворився фероцен (C5H5)2Fe. Це кристалічна речовина оранжевого кольору.

Автори запропонували для нього структуру, яка напрошувалася сама собою

Назву «фероцен» було запропоновано Вудвордом (точніше, співробітником його групи Д. Вайтінгом). У ньому відображено наявність у сполуці атома заліза і десяти вуглецевих атомів (нім. zehn — десять). Буквально в цьому ж 1952 році правильність здогаду Вудворда було підтверджено рентгеноструктурними дослідженнями Е. Фішера, які переконливо показали сандвічеву будова фероцену. Поява такої незвичайної сполуки була відразу помічена багатьма хіміками. З цього моменту починається стрімкий розвиток комплексних сполук такого типу.

## Хімічні властивості
Фероцен не проявляє жодних типових властивостей ненасичених сполук і вступає в численні реакції, характерні для ароматичних сполук. Наприклад, він вступає в реакцію Фріделя-Крафтса з ацетилхлоридом у присутності хлориду алюмінію як каталізатора, а в умовах реакції Манніха утворює N,N-диметиламінометилферроцен.